# Markus Mader
Markus Mader (* 19. Mai 1968) ist ein ehemaliger österreichischer Fußballspieler und nunmehriger -trainer.

## Karriere

### Als Spieler
Mader spielte in der Saison 1985/86 für die Amateure der IG Bregenz/Dornbirn in der Regionalliga West. In der Saison 1986/87 spielte er für die erste Mannschaft in der 2. Division, aus der man zu Saisonende abstieg.
Nach dem Abstieg wurde die Spielgemeinschaft aufgelöst und Mader spielte fortan für Bregenz in der Vorarlbergliga und nach dem Aufstieg ab 1988 in der Regionalliga. Mit Bregenz stieg er 1990 wieder aus dieser ab. Daraufhin wechselte er zur Saison 1990/91 zum Regionalligisten FC Hard. Nach einer Saison bei Hard wechselte er zur Saison 1991/92 zum unterklassigen FC Wolfurt. Nach einem halben Jahr bei Wolfurt kehrte er im Jänner 1992 zu Hard zurück, wo er in den kommenden zehneinhalb Jahren spielen sollte. In der Saison 2001/02 konnte er mit Hard Meister der Westliga werden, in der Relegation um den Aufstieg scheiterte man jedoch am Meister der Regionalliga Mitte, Kapfenberger SV.
Nach dem Meistertitel wechselte Mader zur Saison 2002/03 zum fünftklassigen SC Admira Dornbirn, mit dem er 2003 in die Vorarlbergliga aufstieg. Zur Saison 2004/05 wechselte er zum Ligakonkurrenten FC Egg, bei dem er 2006 seine Karriere beendete. Nach seinem Karriereende setzte er sich 2013 als Trainer des FC Langenegg zweimal selbst in der fünfthöchsten Spielklasse ein.

### Als Trainer
Nach seinem Karriereende wurde er zur Saison 2006/07 Trainer des FC Egg. Zur Saison 2008/09 wurde er Trainer des Regionalligisten FC Blau-Weiß Feldkirch. Im Oktober 2009 trat er von seinem Posten zurück. Zum Zeitpunkt des Rücktritts befand sich Feldkirch auf dem zwölften Tabellenrang.
Zur Saison 2010/11 wurde er Trainer des Regionalligisten FC Hard, bei dem er einen Großteil seiner Spielerkarriere verbracht hatte. Im September 2012 wurde er durch Oliver Schnellrieder ersetzt, Hard befand sich zu jenem Zeitpunkt auf dem vorletzten Platz. Im darauffolgenden Monat wurde er Trainer des fünftklassigen FC Langenegg. Im April 2015 trat er als Trainer zurück. Nach seinem Rücktritt wurde er noch im selben Monat Trainer des sechstklassigen SC Hatlerdorf.
Zur Saison 2016/17 wurde er Trainer des fünftklassigen FC Schwarzach. Mit Schwarzach stieg er zu Saisonende in die Vorarlbergliga auf. Zur Saison 2017/18 wurde er Trainer des Regionalligisten FC Dornbirn 1913. Mit Dornbirn konnte er 2019 Meister der Regionalliga West werden und somit in die 2. Liga aufsteigen. Mit Dornbirn belegte er in der Saison 2019/20 den zwölften Rang in der 2. Liga, in der Saison 2020/21 wurden die „Rothosen“ unter Mader Siebter.
Zur Saison 2021/22 wurde er Trainer des Ligakonkurrenten SC Austria Lustenau. Lustenau führte er in seiner ersten Spielzeit beim Team direkt zum Meistertitel und stieg damit in die Bundesliga auf. In der Saison 2022/23 wurde die Austria im Oberhaus dann Achter. In der Saison 2023/24 belegte der Verein nach 14 Runden den letzten Platz mit nur drei Remis, woraufhin Mader im November 2023 beurlaubt wurde.
Im Jänner 2024 wurde er dann Trainer des Zweitligisten Schwarz-Weiß Bregenz. Bereits nach sechs Spielen an der Seitenlinie trat er im April 2024 von seinem Amt wieder zurück. Im Dezember 2024 übernahm er anschließend ein zweites Mal Lustenau, das in seiner Abwesenheit aus dem Oberhaus abgestiegen war.